# Alessandro Campeggi

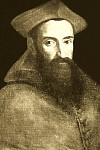
Kardinal Alessandro Campeggi

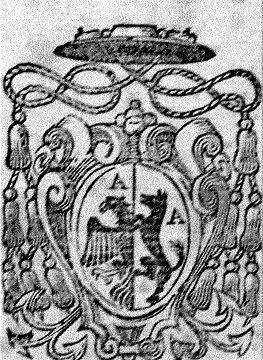
Bischofswappen (vermutlich vor 1541)

Alessandro Campeggi (auch Alessandro Campeggio, * 12. April 1504 in Bologna; † 21. September 1554 in Rom) war ein italienischer Kardinal.

## Leben
Er war der Sohn des Kardinals Lorenzo Campeggi, der vor seinem Eintritt in den geistlichen Stand verheiratet gewesen war und mit seiner 1509 verstorbenen Ehefrau Francesca Guastavillani fünf Kinder hatte. Der junge Alessandro wurde zuhause unterrichtet, wo er Italienische Literatur, Latein, Griechisch, Philosophie und Theologie lernte, bevor er sein Studium an der Universität Padua begann. Bereits am 19. März 1526 wurde er nach dem Amtsverzicht seines Vorgängers Elekt von Bologna und fungierte als Administrator des Bistums, bis er das kanonische Alter von 27 Jahren erreichte. Seine Weihen wurden am 11. Dezember 1529 und abermals am 10. April 1540 aufgeschoben, bis er schließlich am 19. Juli 1541 zur Weihe zugelassen wurde.
Am 31. Juli 1541 empfing Alessandro Campeggi in der Kirche San Michele in Bosco in der Nähe von Bologna zunächst die Priester- und dann die Bischofsweihe – entgegen der Tradition beide Weihen an demselben Tag – durch Ottaviano de Castello, Bischof von San Leone und Bischofsvikar von Kardinal Giovanni Salviati für Ferrara; Mitkonsekratoren waren Agostino Zanetti, Weihbischof in Bologna, und ein namentlich nicht bekannter Bischof der Franziskaner-Rekollekten (Zoccolanti). Am 15. Oktober 1541 wurde Alessandro Campeggi zum Vize-Legaten in Avignon ernannt. Er erreichte Carpentras am 10. November 1542 und blieb dort bis 1544.
Im Konsistorium vom 20. November 1551 erhob Papst Julius III. ihn zum Kardinalpriester. Der Kardinalshut und die Titelkirche Santa Lucia in Silice, eine Diakonie, die pro illa vice zur Titelkirche erhoben worden war, wurden ihm am 4. Dezember 1551 verliehen. Auf seine Diözese verzichtete er am 6. März 1553 zugunsten seines Cousins Giovanni Campeggi.
Alessandro Campeggi starb am 21. September 1554 in Rom und wurde im Grabmal seines Vaters in der römischen Kirche Santa Maria in Trastevere beigesetzt.